# Тиран-крикун
Тиран-крикун (Tyrannus vociferans) — вид горобцеподібних птахів родини тиранових (Tyrannidae). Мешкає в США, Мексиці і Гватемалі.

## Опис

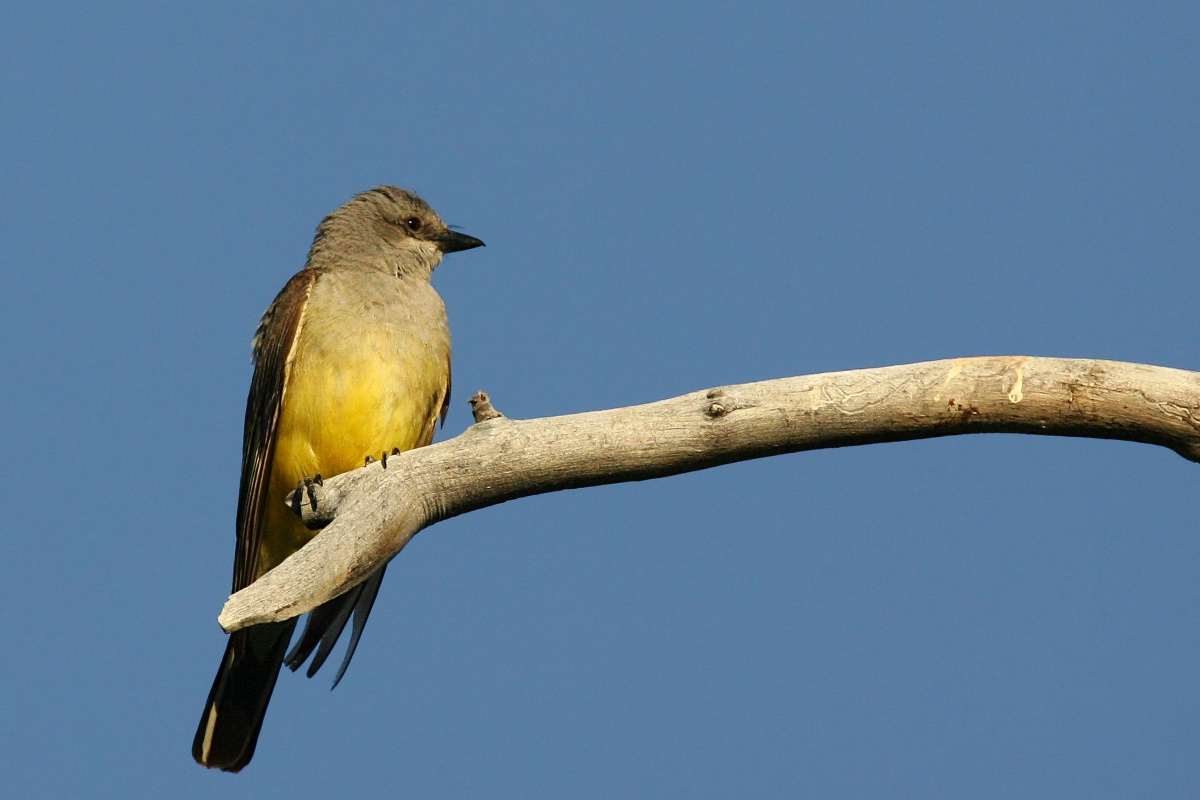
Тиран-крикун

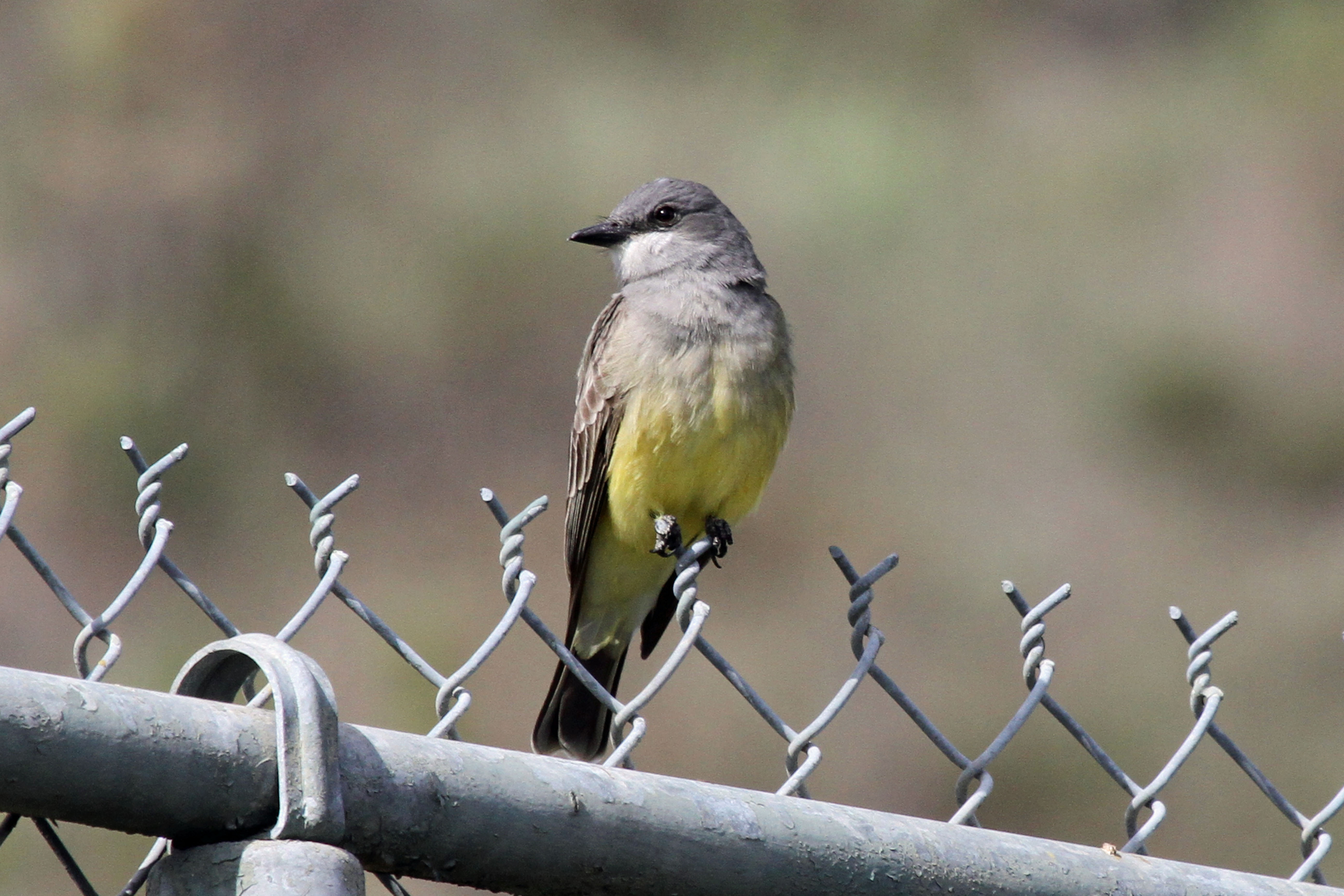
Тиран-крикун

Довжина птаха становить 20,5-23 см, розмах крил 41 см, вага 45 г. Голова, і груди сірі, на обличчі чорнувата "маска", на горлі біла пляма. Верхня частина тіла зеленувато-сіра, крила темні, хвіст темний, на кінці білий. Нижня частина тіла тьмяно-жовта.

## Підвиди
Виділяють два підвиди:
- T. v. vociferans Swainson, 1826 — посушливі райони на південному заході США та в північній і центральній Мексиці;
- T. v. xenopterus Griscom, 1934 — високогір'я південно-західної Мексики (Герреро).

## Поширення і екологія
Тирани-крикуни гніздяться на південному заході Сполучених Штатів Америки і в Мексиці. Північні популяції взимку мігрують до Мексики (зокрема на південь Каліфорнійського півострова) і північної Гватемали, популяції Мексиканського нагір'я є переважно осілими. Тирани-крикуни живуть на відкритих ландшафтах, місцями порослих чагарниками і деревами, на висоті до 3000 м над рівнем моря. 

## Поведінка
Тирани-крикуни живляться комахами та іншими безхребетними, на яких вони чатують, сидячи на високо розташованій гілці, іноді доповнюють свій раціон ягодами і дрібними плодами. Гніздування у Мексиці починається в середні березня, в США триває з квітня до кінця липня або середини серпня. Гніздо чашоподібне, відносно велике, розміщується на горизонтально розташованій гілці дерева. В кладці від 3 до 5 білих яєць, поцяткованих темними плямками. Інкубаційний період триває 18-19 днів.

## Збереження
МСОП класифікує цей вид як такий, що не потребує особливих заходів зі збереження. За оцінками дослідників, популяція тиранів-крикунів становить приблизно 8,8 мільйонів птахів і є стабільною.